# Gabali
I Gabali furono una tribù gallica, cliente degli Arverni, stanziata nella provincia di Gévaudan (diventato con la Rivoluzione francese il dipartimento della Lozère). Fecero parte della coalizione gallica schieratasi a fianco degli Arverni. Nel 52 a.C. parteciparono all'attacco della Narbonense insieme a Nitiobrogi e Ruteni sotto il comando di Lucterio, prima di rivolgersi contro gli Elvi. 

## Capoluogo

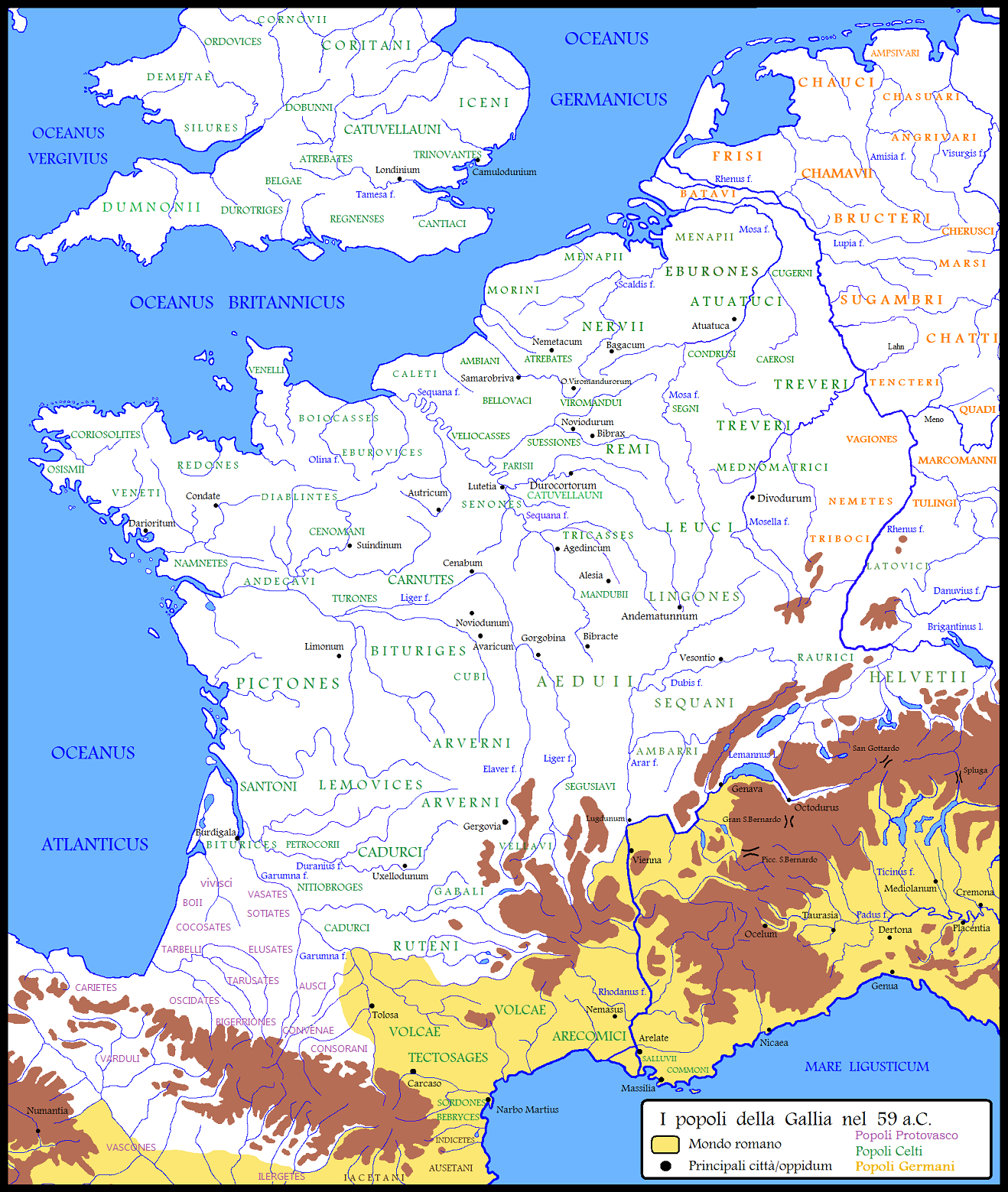
Popoli della Gallia prima della conquista romana (59 a.C.)

Il loro capoluogo gallo-romano era Anderitum, presente sulla Tabula Peutingeriana. Anderitum è per i Romani, che gli daranno infatti il nome di Gabalum, la «città dei Gabali»; in seguito Gabalum diventerà Ad Gabals, e, sotto l'influenza occitana, Gabouls e poi Javols. Il nome di Gévaudan è d'altro canto anch'esso legato a questo popolo. Un cantiere annuale di scavi archeologici si occupa di investigare ulteriormente gli aspetti dell'occupazione urbana di Javols.

## Altri centri abitati

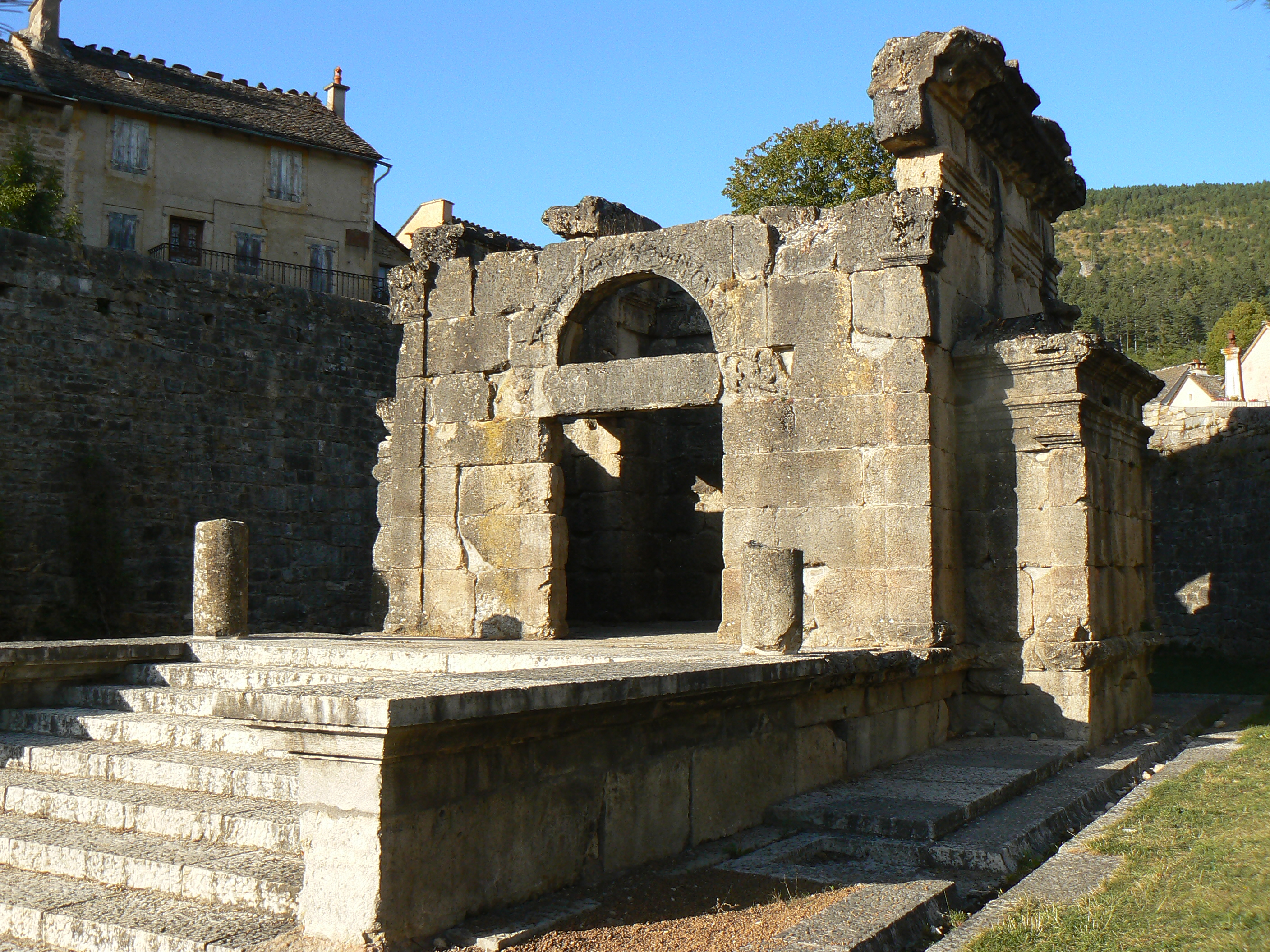
Il mausoleo romano di Lanuéjols

Si sa poco sui principali centri abitati dei Gabali. A parte Javols, si sa del villaggio di Banassac, sviluppatosi ai tempi dell'occupazione romana. Il colle di Saint-Bonnet-de-Chirac veniva probabilmente utilizzato quale luogo di culto, così come la sommità dell'altura (truc) di Grèzes. D'altronde il villaggio di Grèzes (Gredone all'epoca) sembra esser servito da oppidum prima della venuta dei Romani, perché è senza dubbio lì che una parte dei primi Gabali si sarebbe insediata al momento del loro arrivo nella regione, allo scopo di difendersi dagli autoctoni.
Fatto sta che la fortezza gallica, sostituita da un castrum romano, sarà a lungo il luogo di difesa privilegiato della popolazione. È lì, ad esempio, che si rifugiò la popolazione durante la prima invasione degli Alemanni, nel III secolo, organizzando una resistenza ad un assedio durato  tre anni, respingendo l'invasione con il martirio di Saint Privat. È Gregorio di Tours a informarci che la popolazione della diocesi «era asserragliata nei trinceramenti del campo di Grèzes ». San Privat fu ritrovato dagli Alemanni nelle grotte che egli aveva trasformato in luogo di eremitaggio sul monte Mimat. Alcuni ritrovamenti mostrano che vi erano senza dubbio delle abitazioni ai piedi del monte, un borgo di nome Mimata, oggi Mende. 
La valle del fiume Lot verso Mende, e quelle viciniore della Nize e del Bramont, sembrano essere state apprezzate dai romani, come testimoniano i ritrovamenti di resti di alcune villae a Sirvens (Mende) e, soprattutto, un imponente mausoleo romano che si trova a Lanuéjols. Si sa d'altronde che i romani apprezzavano le acque termali del Gévaudan, dal momento che hanno lasciato delle tracce a Bagnols-les-Bains (anticamente aquae calida, come molte città termali) così come anche alla sorgente di San Frézal a fianco della La Canourgue-Banassac. Tutto ciò lascia supporre che i Gabali dovevano avere degli abitati in quei luoghi, già prima dell'arrivo dei romani. Plinio ci riferisce peraltro che a Roma si faceva gran diletto dei formaggi provenienti prodotti dai Gabali sul monte Lozère.
Infine, l'altra città importante dei Gabali sembra essere Condate (oggi nei dintorni di Saint-Bonnet-de-Montauroux) che era un luogo di contatto con i Vellavi, e, forse, di vedetta, tenuto conto della prossimità con gli Elvi e la presenza delle difese naturali costituite dai numerosi corsi d'acqua.

## Etimologia
In lingua gallica, il termine gabal designava una forca. Si ritrova questo termine in lingua bretone con gaol (che proviene da gabl) e in vecchio irlandese gabul. Per estensione, il termine gabal sembra abbia dato origine al termine francese giavellotto. In questo modo l'etnonimo Gabali potrebbe voler significare: «gli uomini dai giavellotti».
Ma potrebbe esservi un'altra origine del termine: potrebbe semplicemente trattarsi di «altura».

## La campagna romana in Gallia
Il popolo dei Gabali lo ritroviamo in due riprese all'interno del Bellum Gallicum di Cesare: in un passo ci viene detto che i Gabali erano clienti degli Arverni agli ordini di Vercingetorige. Nel libro settimo, si apprende che Lucterio, il capo dei Cadurci, prepara delle truppe per attaccare la città narbonense: 
Gabali, riceve ostaggi da entrambi i popoli e, avendo raccolte ingenti truppe, intraprende un'incursione nella Provincia, verso Narbona.»
(Cesare)
Dopo la sconfitta romana nella battaglia di Gergovia, i Galli tentano di respingere i Romani nella loro Provincia. Cesare ci riferisce che: 
(Cesare)
Gli Elvi, è opportuno precisare, erano alleati dei Romani, cui avevano dato aiuto nel transitare i valichi innevati dei monti della Cevenne (nel Massiccio Centrale, in parte sul loro territorio, ora incluso nel dipartimento dell'Ardèche), quando Cesare, con mossa audace, decise di raggiungere a sorpresa la regione arverna prima della battaglia di Gergovia. 
Ma la reazione dei Galli sarà vana e un nuovo assedio avrà luogo ad Alesia. Vercingetorige, ancora una volta, esorta i Gabali a fornirgli aiuto: 
(Cesare)